# Monson (Maine)
Pour les articles homonymes, voir Monson.
Monson est une ville du comté de Piscataquis, dans le Maine, aux États-Unis. Selon le recensement de 2020, sa population est de 609 habitants.